# اردوگاه مرگ تربلینکا

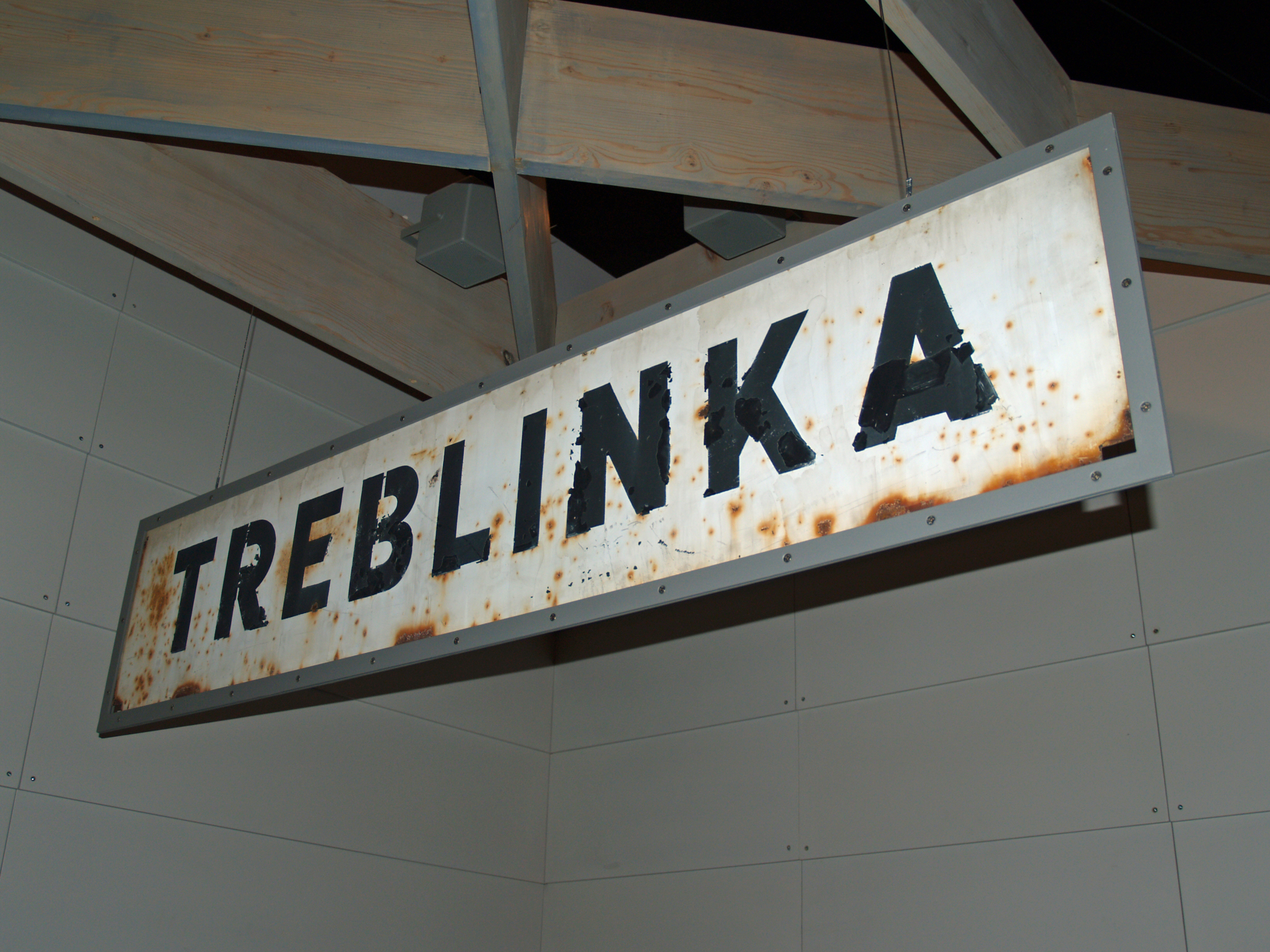
تابلوی ایستگاه قطار اردوگاه مرگ تربلینکا که اکنون در موزه ید و شم در اسرائیل، نگهداری می‌شود.

اردوگاه مرگ ترِبْلینکا (به آلمانی: Vernichtungslager Treblinka) از بزرگترین اردوگاه‌های ضد-یهودی هولوکاست بود که توسط حزب ناسیونال سوسیالیست کارگران آلمان در زمان جنگ جهانی دوم در خاک لهستان اشغالی ساخته شده بود. این اردوگاه در جنگلی در شمال‌شرقی ورشو، جنوب روستای تربلینکا در منطقه‌ای که اکنون استان ماسوویان است، قرار داشت. 
اردوگاه بین ۲۳ ژوئیه ۱۹۴۲ و ۱۹ اکتبر ۱۹۴۳ به عنوان بخشی از عملیات راینهارد، مرگبارترین مرحله از راه‌حل نهایی، فعالیت می‌کرد. در این مدت، تخمین زده می‌شود که بین ۷۰۰,۰۰۰ و ۹۰۰,۰۰۰ یهودی در اتاق‌های گاز آن به قتل رسیدند، همراه با ۲,۰۰۰ نفر از مردم کولی.
این اردوگاه توسط اس‌اس آلمان با کمک نگهبانان تراونیکی – که از میان اسیران جنگی شوروی برای خدمت با آلمانی‌ها استخدام شده بودند – اداره می‌شد. 
اردوگاه شامل دو واحد جداگانه بود. تربلینکای ۱ یک اردوگاه کار اجباری (Arbeitslager) بود که زندانیان آن در گودال شن یا منطقه آبیاری و در جنگل کار می‌کردند، جایی که چوب برای سوختن گودال‌های سوزاندن چوب می‌بریدند. بین سال‌های ۱۹۴۱ و ۱۹۴۴، بیش از نیمی از ۲۰,۰۰۰ زندانی آن از طریق تیراندازی، گرسنگی، بیماری و بدرفتاری به قتل رسیدند. اردوگاه دوم، تربلینکای ۲، یک اردوگاه نابودی (Vernichtungslager) بود که توسط نازی‌ها به طور ابهام‌آمیز به عنوان SS-Sonderkommando Treblinka نامیده می‌شد. تعداد کمی از مردان یهودی که بلافاصله پس از ورود به قتل نرسیدند، اعضای زوندرکماندو شدند که وظایفشان شامل دفن اجباری اجساد قربانیان در گورهای دسته‌جمعی بود. این اجساد در سال ۱۹۴۳ از گورها بیرون آورده شده و در آتش‌سوزی‌های بزرگ در فضای باز همراه با اجساد قربانیان جدید سوزانده شدند.
عملیات گازدهی در تربلینکای ۲ در اکتبر ۱۹۴۳ پس از شورش زندانیان در اوایل اوت پایان یافت. چندین نگهبان تراونیکی کشته شدند و ۲۰۰ زندانی از اردوگاه فرار کردند؛ تقریباً صد نفر از آنها از تعقیب بعدی جان سالم به در بردند.
اردوگاه در اواخر ۱۹۴۳ برچیده شد. یک خانه‌کشاورزی برای یک نگهبان در محل ساخته شد و زمین شخم زده شد تا شواهد نسل‌کشی پنهان شود. در جمهوری خلق لهستان پس از جنگ، دولت بیشتر زمین‌هایی که اردوگاه در آن قرار داشت را خریداری کرد و بین سال‌های ۱۹۵۹ و ۱۹۶۲ یک یادبود سنگی بزرگ در آنجا ساخت. در سال ۱۹۶۴، تربلینکا در مراسمی در محل اتاق‌های گاز سابق به عنوان یک بنای ملی شهادت یهودیان اعلام شد. در همان سال، اولین محاکمات آلمان در مورد جنایات مرتکب شده در تربلینکا توسط اعضای سابق اس‌اس برگزار شد.

## پیش‌زمینه
پس از تهاجم به لهستان در سال ۱۹۳۹، بیشتر ۳.۵ میلیون یهودی لهستانی توسط نازی‌ها جمع‌آوری و در گتوهای تازه تأسیس شده محبوس شدند. این سیستم برای جدا کردن یهودیان از دنیای بیرون به منظور تسهیل بهره‌کشی و سوءاستفاده از آنها طراحی شده بود. تأمین غذا ناکافی بود، شرایط زندگی تنگ و غیربهداشتی بود و یهودیان هیچ راهی برای کسب درآمد نداشتند. سوءتغذیه و کمبود دارو منجر به افزایش نرخ مرگ و میر شد.
در سال ۱۹۴۱، پیروزی‌های اولیه ورماخت بر اتحاد جماهیر شوروی الهام‌بخش برنامه‌هایی برای استعمار آلمان در لهستان اشغالی شد، از جمله تمام قلمروهای داخل منطقه جدید دولت عمومی. در کنفرانس وانزه که در نزدیکی برلین در ۲۰ ژانویه ۱۹۴۲ برگزار شد، برنامه‌های جدیدی برای نسل‌کشی یهودیان، معروف به «راه‌حل نهایی» برای مسئله یهودیان، ترسیم شد. برنامه نابودی با نام رمز عملیات راینهارد شناخته شد. و جدا از عملیات قتل‌عام جمعی آینزاتس‌گروپن در اروپای شرقی بود که در آن نیم میلیون یهودی قبلاً به قتل رسیده بودند.
تربلینکا یکی از سه اردوگاه نابودی مخفی بود که برای عملیات راینهارد تأسیس شد؛ دو اردوگاههای مرگ دیگر بلزک و سوبیبور بودند. هر سه اردوگاه مجهز به اتاق‌های گاز بودند که به عنوان حمام‌های دوش‌دار مبدل شده بودند، برای قتل تمام افراد منتقل شده. این روش پس از یک پروژه آزمایشی نابودی متحرک که در اردوگاه نابودی سولدائو و خلمنو انجام شد و از سال ۱۹۴۱ شروع به کار کرد و از ون‌های گاز استفاده می‌کرد، تأسیس شد. خلمنو (آلمانی: کولمهوف) یک زمین آزمایشی برای تأسیس روش‌های سریع‌تر قتل و سوزاندن اجساد بود. این بخشی از راینهارد نبود، که با ساخت تأسیسات ثابت برای قتل‌عام مشخص می‌شد. تربلینکا سومین اردوگاه نابودی عملیات راینهارد بود که پس از بلزک و سوبیبور ساخته شد و درس‌هایی از ساخت آنها را در خود جای داد. در کنار اردوگاه‌های راینهارد، تأسیسات قتل‌عام با استفاده از سیکلون ب در اردوگاه کار اجباری مایدانک در مارس ۱۹۴۲، و در آشویتس II-بیرکناو بین مارس و ژوئن توسعه یافت. 
برنامه‌های نازی‌ها برای قتل یهودیان لهستانی از سراسر دولت عمومی در طول عملیات راینهارد توسط اودیلو گلوبوکنیک، معاون هاینریش هیملر، رئیس اس‌اس، در برلین نظارت می‌شد. اردوگاه‌های عملیات راینهارد مستقیماً به هیملر گزارش می‌دادند و نه به بازرس اردوگاه‌های کار اجباری ریشارد گلوکس. کارکنان عملیات راینهارد، که بیشتر آنها در برنامه «اتانازی اجباری» عملیات تی۴ شرکت داشتند، از تی۴ به عنوان چارچوبی برای ساخت تأسیسات جدید استفاده کردند. بیشتر یهودیانی که در اردوگاه‌های راینهارد به قتل رسیدند از گتوها آمده بودند.

### موقعیت

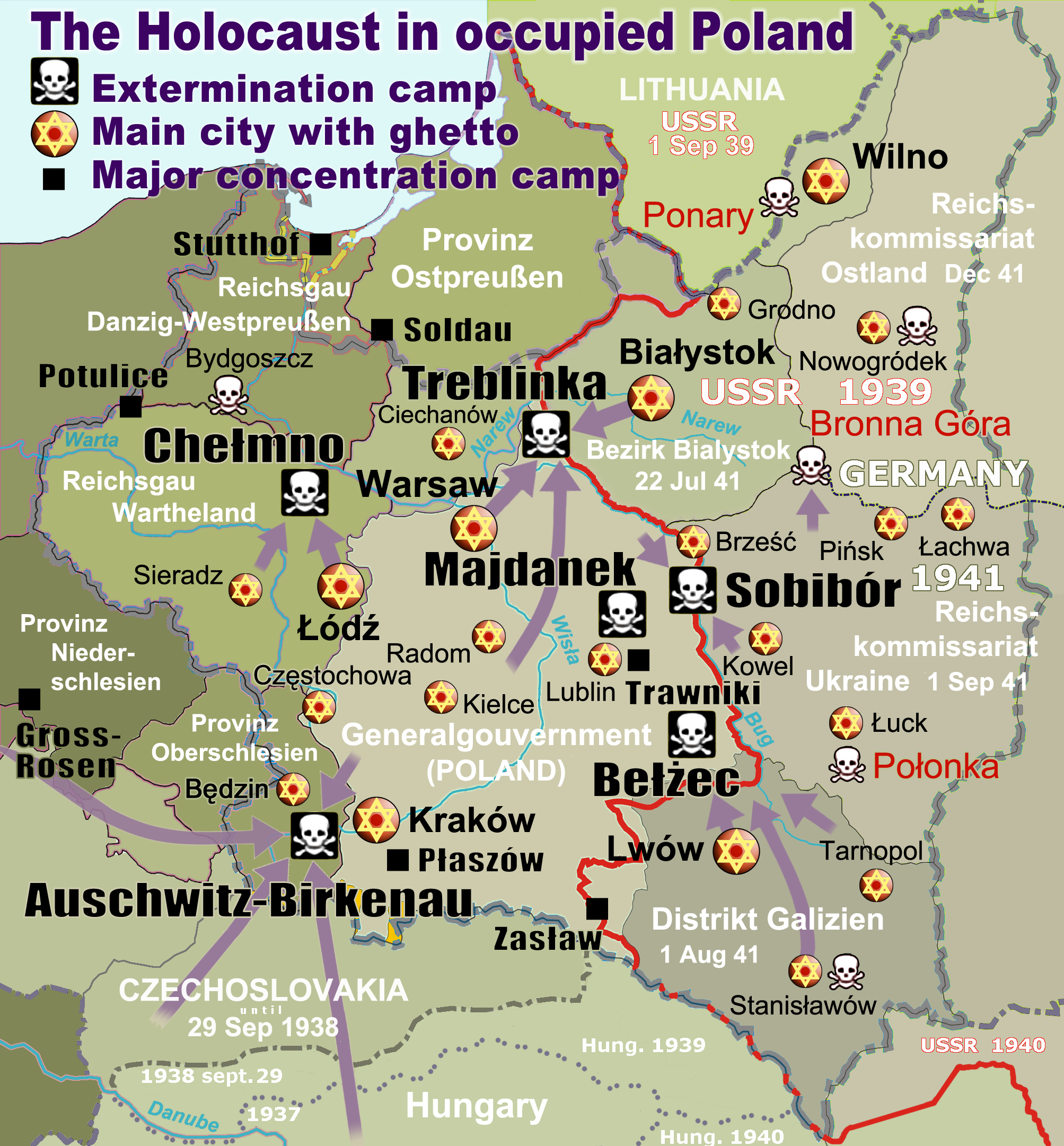
تربلینکا در لهستان اشغالی با اردوگاه های مرگ نازی ها که با جمجمه های سیاه و سفید مشخص شده است.

دو اردوگاه موازی تربلینکا در شمال شرقی ورشو ساخته شدند. قبل از جنگ جهانی دوم، این مکان یک شرکت استخراج شن و ماسه برای تولید بتن بود که از طریق تقاطع راه‌آهن ماوکینیا–سوکولوو پودلاسکی و ایستگاه روستای تربلینکا به بیشتر شهرهای بزرگ در مرکز لهستان متصل بود. این معدن متعلق به صنعتگر لهستانی ماریان لوپوشینسکی بود که خط راه‌آهن جدیدی به خط موجود اضافه کرد. هنگامی که اس‌اس آلمان تربلینکای ۱ را تصرف کرد، معدن قبلاً مجهز به ماشین‌آلات سنگین آماده استفاده بود. تربلینکا به خوبی متصل بود اما به اندازه کافی منزوی بود، در نیمه راه بین برخی از بزرگترین گتوهای یهودی در اروپا تحت اشغال نازی‌ها، از جمله گتوی ورشو و گتوی بیاویستوک. گتوی ورشو ۵۰۰,۰۰۰ زندانی یهودی داشت، و گتوی بیاویستوک حدود ۶۰,۰۰۰ نفر.
تربلینکا به دو اردوگاه جداگانه تقسیم شده بود. دو شرکت مهندسی نظارت بر ساخت هر دو اردوگاه را بر عهده داشتند. بین سال‌های ۱۹۴۲ و ۱۹۴۳، مرکز نابودی با یک بیل مکانیکی خزنده بیشتر توسعه یافت. اتاق‌های گاز جدیدی از آجر و ملات سیمان تازه ساخته شدند و آتش‌سوزی‌های بزرگ نیز معرفی شدند. محیط اردوگاه برای ایجاد یک منطقه حائل گسترش یافت، که نزدیک شدن به اردوگاه از بیرون را غیرممکن می‌کرد. تعداد قطارها باعث وحشت ساکنان شهرک‌های نزدیک شد. آنها احتمالاً اگر در نزدیکی خطوط راه‌آهن گرفتار می‌شدند، کشته می‌شدند.

### تربلینکای ۱

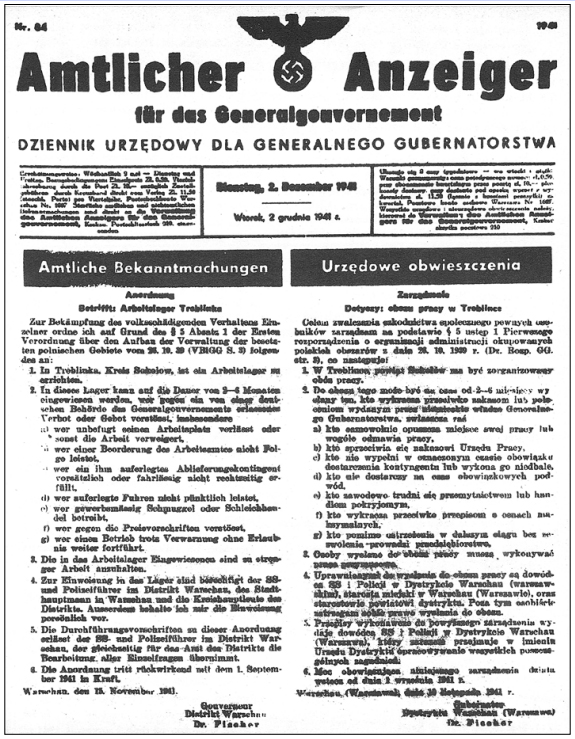
اعلامیه رسمی در مورد تأسیس اردوگاه کار اجباری تربلینکای ۱

تربلینکای ۱ که در ۱ سپتامبر ۱۹۴۱ به عنوان یک اردوگاه کار اجباری افتتاح شد، جایگزین یک شرکت آد هوک شد که در ژوئن ۱۹۴۱ توسط اشتورمبانفورر ارنست گرامس تأسیس شده بود. در اواخر سال ۱۹۴۱، یک سربازخانه جدید و حصار سیم خاردار  بلند ساخته شد. برای به دست آوردن نیروی کار برای تربلینکای ۱، غیرنظامیان به جرم تخلفهای واقعی یا خیالی به اردوگاه فرستاده شدند و توسط دفتر گشتاپو در سوکولوو، که توسط گرامس هدایت می‌شد، به کار سخت محکوم شدند. میانگین مدت محکومیت شش ماه بود، اما بسیاری از زندانیان محکومیت خود را به طور نامحدود تمدید کردند. بیست هزار نفر در طول سه سال وجود تربلینکای ۱ از آن عبور کردند. حدود نیمی از آنها از طریق خستگی، گرسنگی و بیماری در آنجا به قتل رسیدند. کسانی که زنده ماندند پس از گذراندن محکومیت خود آزاد شدند؛ اینها عموماً لهستانی‌هایی از روستاهای نزدیک بودند.
در هر زمان، تربلینکای ۱ نیروی کاری بین ۱۰۰۰ تا ۲۰۰۰ زندانی داشت که بیشتر آنها ۱۲ تا ۱۴ ساعت در معدن بزرگ کار می‌کردند و بعداً نیز از جنگل نزدیک برای سوخت آتش‌سوزی‌های روباز در تربلینکای ۲ چوب برداشت می‌کردند. در میان آنها یهودیان آلمانی، چک و فرانسوی، و همچنین لهستانی‌هایی که در لاپانکا دستگیر شده بودند، کشاورزانی که قادر به تحویل مواد غذایی نبودند، گروگان‌هایی که به طور تصادفی گرفتار شده بودند و افرادی که سعی در پناه دادن به یهودیان خارج از گتوهای یهودی داشتند یا اقدام هایی محدود بدون مجوز انجام داده بودند، وجود داشتند. از ژوئیه ۱۹۴۲، یهودیان و غیر یهودیان جدا شدند. زنان عمدتاً در سربازخانه‌های مرتب‌سازی کار می‌کردند، جایی که لباس‌های نظامی تحویل داده شده توسط قطارهای باری را تعمیر و تمیز می‌کردند، در حالی که بیشتر مردان در معدن شن و ماسه کار می‌کردند. هیچ یونیفرم کاری وجود نداشت و زندانیانی که کفش‌های خود را از دست می‌دادند مجبور بودند پابرهنه بروند یا از کفش‌های زندانیان مرده استفاده کنند. اردوگاه به طور رسمی تا ۲۳ ژوئیه ۱۹۴۴ فعالیت می‌کرد، زمانی که ورود قریب‌الوقوع نیروهای شوروی منجر به ترک آن شد.
در طول تمام مدت فعالیت خود، فرمانده تربلینکای ۱ اشتورمبانفورر تئودور فان اوپن بود. او اردوگاه را با چندین مرد اس‌اس و تقریباً ۱۰۰ نگهبان هیوی اداره می‌کرد. معدن، که در مساحتی به وسعت ۴۲ جریب گسترده شده بود، مواد ساخت و ساز جاده را برای استفاده نظامی آلمان تأمین می‌کرد و بخشی از برنامه استراتژیک ساخت جاده در جنگ با اتحاد جماهیر شوروی بود. این معدن مجهز به یک بیل مکانیکی برای استفاده مشترک توسط هر دو تربلینکای ۱ و II بود. اوپن با فرماندهان اس‌اس و پلیس آلمان در ورشو در طول تبعید یهودیان در اوایل ۱۹۴۳ همکاری نزدیک داشت و زندانیان را از گتوی ورشو برای جایگزینی‌های لازم به او می‌آورد. به گفته فرانسیسک زابکی، رئیس ایستگاه محلی، اوپن اغلب زندانیان را با «شلیک به آنها، مانند اینکه آنها کبک هستند» به قتل می‌رساند. یک ناظر بسیار ترسناک اونترشتورمفورر فرانتس شوارتز بود که زندانیان را با تبر یا چکش می‌کشت.

### تربلینکای ۲

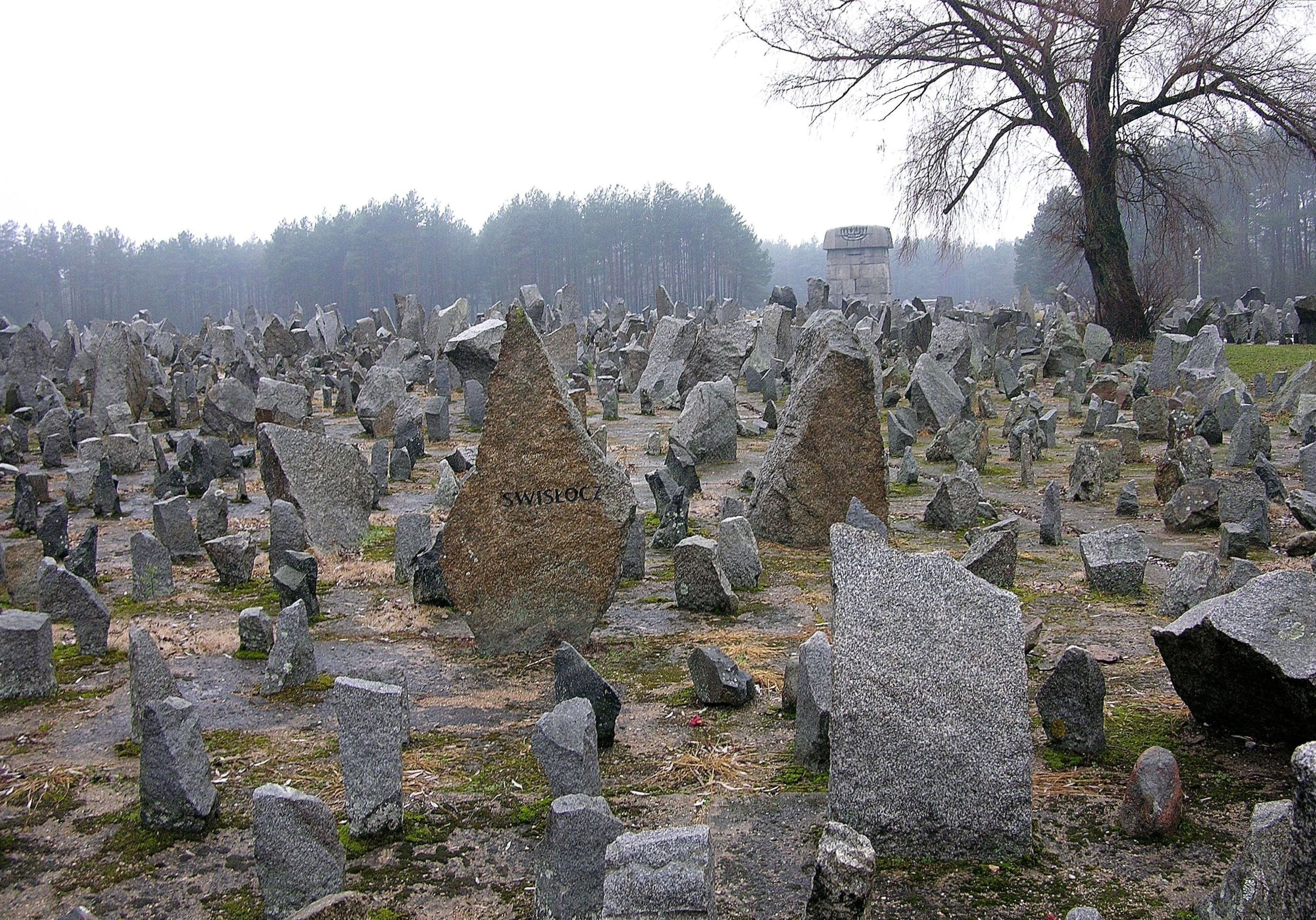
بنای یادبود در تربلینکای ۲، با ۱۷۰۰۰ سنگ معدن که نماد سنگ قبر است.

تربلینکای ۲ به سه بخش تقسیم شده بود: اردوگاه ۱ محوطه اداری بود که نگهبانان در آن زندگی می‌کردند، اردوگاه ۲ منطقه پذیرش بود که در آنجا انتقال‌های ورودی زندانیان تخلیه می‌شدند، و اردوگاه ۳ محل اتاق‌های گاز بود. هر سه بخش توسط دو گروه از یهودیان آلمانی که اخیراً از برلین و هانوفر اخراج شده و در گتوی ورشو زندانی شده بودند (مجموعاً ۲۳۸ مرد بین ۱۷ تا ۳۵ سال) ساخته شدند. هاوپت‌اشتورمفورر ریشارد تومالا، رئیس ساخت و ساز، یهودیان آلمانی را آورد زیرا آنها می‌توانستند آلمانی صحبت کنند. ساخت و ساز در ۱۰ آوریل ۱۹۴۲ آغاز شد، زمانی که بلزک و سوبیبور در حال حاضر در حال فعالیت بودند. 
کل اردوگاه مرگ توسط دو ردیف حصار سیم خاردار  بلند احاطه شده بود. این حصار بعداً با شاخه‌های درخت کاج بافته شد تا دید اردوگاه از بیرون را مسدود کند. یهودیان بیشتری از شهرک‌های اطراف برای کار بر روی رمپ راه‌آهن جدید در منطقه پذیرش اردوگاه ۲ آورده شدند که تا ژوئن ۱۹۴۲ آماده بود.

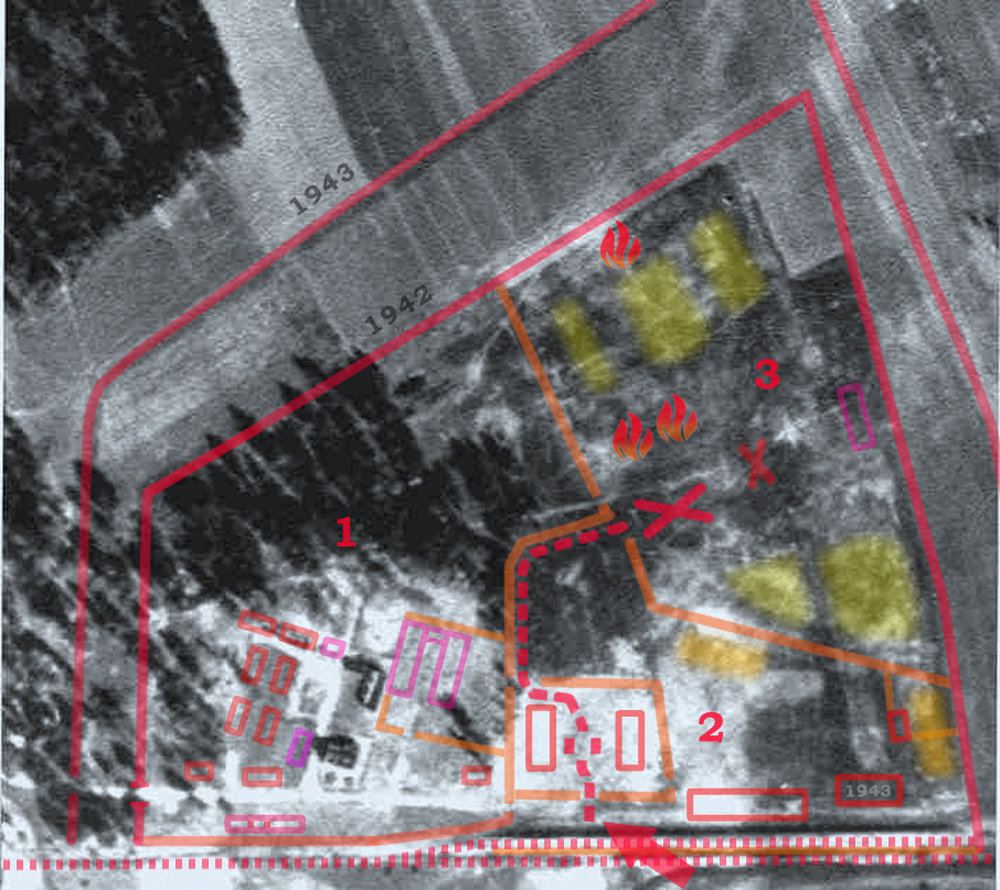
عکس هوایی تربلینکا ۲ در سال ۱۹۴۴ پس از تلاش برای «پاکسازی» یا پنهان کردن نقش آن به عنوان اردوگاه مرگ.

اولین بخش تربلینکای ۲ (اردوگاه ۱) محوطه اداری و مسکونی وونلاگر بود؛ این اردوگاه دارای خط تلفن بود. جاده اصلی داخل اردوگاه سنگفرش شده و به نام زیدل اشتراسه نامگذاری شده بود، به نام اونترشارفورر کورت زیدل، سرجوخه اس‌اس که نظارت بر ساخت آن را بر عهده داشت. یک آشپزخانه، یک نانوایی و اتاق‌های غذاخوری وجود داشت؛ همه آنها با اقلام با کیفیت بالا که از گتوهای یهودی گرفته شده بودند، مجهز شده بودند. اس‌اس-اونترشتورمفورر کورت فرانتس یک باغ وحش کوچک در مرکز اردوگاه در کنار اصطبل‌های اسب خود تأسیس کرد که شامل دو روباه، دو طاووس و یک گوزن بود (در سال ۱۹۴۳ معرفی شد). اتاق‌های کوچکتری به عنوان لباسشویی، خیاطی و کفاشی و برای کارهای چوبی و کمک‌های پزشکی ساخته شدند. نزدیک‌ترین به محوطه اس‌اس، سربازخانه‌های جداگانه‌ای برای زنان لهستانی و اوکراینی که خدمت می‌کردند، تمیز می‌کردند و در آشپزخانه کار می‌کردند، وجود داشت.
بخش بعدی تربلینکای ۲ (اردوگاه ۲، همچنین به نام اردوگاه پایین یا آوفانگلاگر شناخته می‌شود)، منطقه پذیرش بود که رمپ تخلیه راه‌آهن از خط تربلینکا به داخل اردوگاه امتداد داشت. یک سکوی بلند و باریک وجود داشت که توسط حصار سیم خاردار احاطه شده بود. یک ساختمان جدید، که بر روی سکو ساخته شده بود، به عنوان یک ایستگاه راه‌آهن با یک ساعت چوبی و علائم ترمینال راه‌آهن جعلی مبدل شده بود. اس‌اس-شارفورر یوزف هیرترایتر، که در رمپ تخلیه کار می‌کرد، به خاطر بی‌رحمی ویژه‌اش شناخته شده بود؛ او کودکان گریه‌کننده را از پاهایشان می‌گرفت و سرشان را به واگن‌ها می‌کوبید.
پشت حصار دوم، حدود ۱۰۰ متر از خط، دو سربازخانه بزرگ برای لباس‌درآوردن وجود داشت، با یک باجه صندوقداری که پول و جواهرها را جمع‌آوری می‌کرد، به ظاهر برای نگهداری. یهودیانی که مقاومت می‌کردند به دور برده می‌شدند یا توسط نگهبانان تا حد مرگ کتک می‌خوردند. منطقه‌ای که زنان و کودکان در آنجا موهایشان را کوتاه می‌کردند در طرف دیگر مسیر از مردان قرار داشت. تمام ساختمان‌های اردوگاه پایین، از جمله سربازخانه‌های آرایشگری، حاوی لباس‌ها و وسایل زندانیان بودند. پشت ساختمان ایستگاه، بیشتر به سمت راست، یک میدان مرتب‌سازی وجود داشت که تمام چمدان‌ها ابتدا توسط لومپنکوماندو جمع‌آوری می‌شدند. این میدان توسط یک درمانگاه جعلی به نام «Lazarett» احاطه شده بود، با علامت صلیب سرخ بر روی آن. این یک سربازخانه کوچک بود که توسط سیم خاردار احاطه شده بود، جایی که بیماران، سالخوردگان، مجروحان و زندانیان «مشکل‌ساز» به آنجا برده می‌شدند. درست پشت کلبه «Lazarett»، یک گودال باز به عمق هفت متر وجود داشت. این زندانیان به لبه گودال هدایت می‌شدند و یکی یکی توسط بلاکفورر ویلی منتز، که توسط زندانیان «فرانکنشتاین» نامیده می‌شد، به ضرب گلوله کشته می‌شدند. منتز به تنهایی هزاران یهودی را کشت، با کمک ناظر خود، آگوست میته، که توسط زندانیان «فرشته مرگ» نامیده می‌شد. این گودال همچنین برای سوزاندن لباس‌های کهنه و مدارک هویتی که توسط تازه‌واردان در منطقه لباس‌درآوردن گذاشته شده بودند، استفاده می‌شد.
بخش سوم تربلینکای ۲ (اردوگاه ۳، همچنین به نام اردوگاه بالا شناخته می‌شود) منطقه اصلی قتل بود، با اتاق‌های گاز در مرکز آن. این منطقه به طور کامل از خطوط راه‌آهن توسط یک تپه خاکی که با کمک یک بیل مکانیکی ساخته شده بود، جدا شده بود. این تپه به شکل کشیده، مشابه یک دیوار نگهدارنده بود و می‌توان آن را در یک طرح که در طول محاکمه ۱۹۷۰ فرمانده تربلینکای ۲، فرانتس اشتانگل، تولید شد، دید. در طرف‌های دیگر، منطقه از تازه‌واردان مانند بقیه اردوگاه با استفاده از شاخه‌های درخت که به حصارهای سیم خاردار بافته شده بودند، استتار شده بود. از سربازخانه‌های لباس‌درآوردن، یک مسیر حصارکشی شده از طریق منطقه جنگلی به اتاق‌های گاز منتهی می‌شد. اس‌اس به طور کنایه‌آمیز آن را die Himmelstraße («جاده بهشت») یا der Schlauch («لوله») می‌نامید. برای هشت ماه اول فعالیت اردوگاه، بیل مکانیکی برای حفر خندق‌های دفن در دو طرف اتاق‌های گاز استفاده می‌شد؛ این خندق‌ها طول ۵۰ متر، عرض۲۵ متر و عمق ۱۰ متر داشتند. در اوایل سال ۱۹۴۳، آنها با توده‌های آتش سوزاندن اجساد به طول تا ۳۰ متر جایگزین شدند، با ریل‌هایی که روی بلوک‌های بتنی در عرض خندق‌ها قرار داده شده بودند. ۳۰۰ زندانی که در اردوگاه بالایی کار می‌کردند، در سربازخانه‌های جداگانه‌ای پشت اتاق‌های گاز زندگی می‌کردند.

## کشتار
برخلاف اردوگاه‌های کار اجباری نازی‌ها که در آن زندانیان به عنوان نیروی کار اجباری استفاده می‌شدند، اردوگاه‌های مرگ مانند تربلینکا تنها یک هدف داشتند: کشتن کسانی که به آنجا فرستاده می‌شدند. برای جلوگیری از آگاهی قربانیان ورودی از ماهیت آن، تربلینکای ۲ به عنوان یک اردوگاه ترانزیت برای تبعید به شرق بیشتر، با جداول زمانی قطار غیرواقعی، یک ساعت ایستگاه قطار جعلی با عقربه‌های نقاشی شده، نام‌های مقصد، یک پنجره بلیط جعلی و علامت «Ober Majdan»، یک کلمه رمز برای تربلینکا که معمولاً برای فریب زندانیان از اروپای غربی استفاده می‌شد، مبدل شده بود.

### یهودیان لهستانی
اخراج دسته‌جمعی یهودیان از گتوی ورشو در ۲۲ ژوئیه ۱۹۴۲ با اولین انتقال ۶,۰۰۰ نفر آغاز شد. اتاق‌های گاز صبح روز بعد شروع به کار کردند. برای دو ماه بعد، اخراج‌ها از ورشو روزانه ادامه داشت، از طریق دو قطار رفت و برگشتی (دومی، از ۶ اوت ۱۹۴۲)، هر کدام حامل حدود ۴,۰۰۰ تا ۷,۰۰۰ نفر که برای آب گریه می‌کردند. هیچ قطار دیگری اجازه توقف در ایستگاه تربلینکا را نداشت. تمام تازه‌واردان بلافاصله توسط گروه بانهوفسکوماندو که سکوی ورود را مدیریت می‌کرد، به منطقه لخت شدن فرستاده می‌شدند و از آنجا به اتاق‌های گاز. طبق اسناد آلمانی، از جمله گزارش رسمی بریگادفوهرر اس‌اس یورگن اشتروپ، ۲۶۵,۰۰۰ یهودی در قطارهای باری از گتوی ورشو به تربلینکا در دوره ۲۲ ژوئیه تا ۱۲ سپتامبر ۱۹۴۲ منتقل شدند.

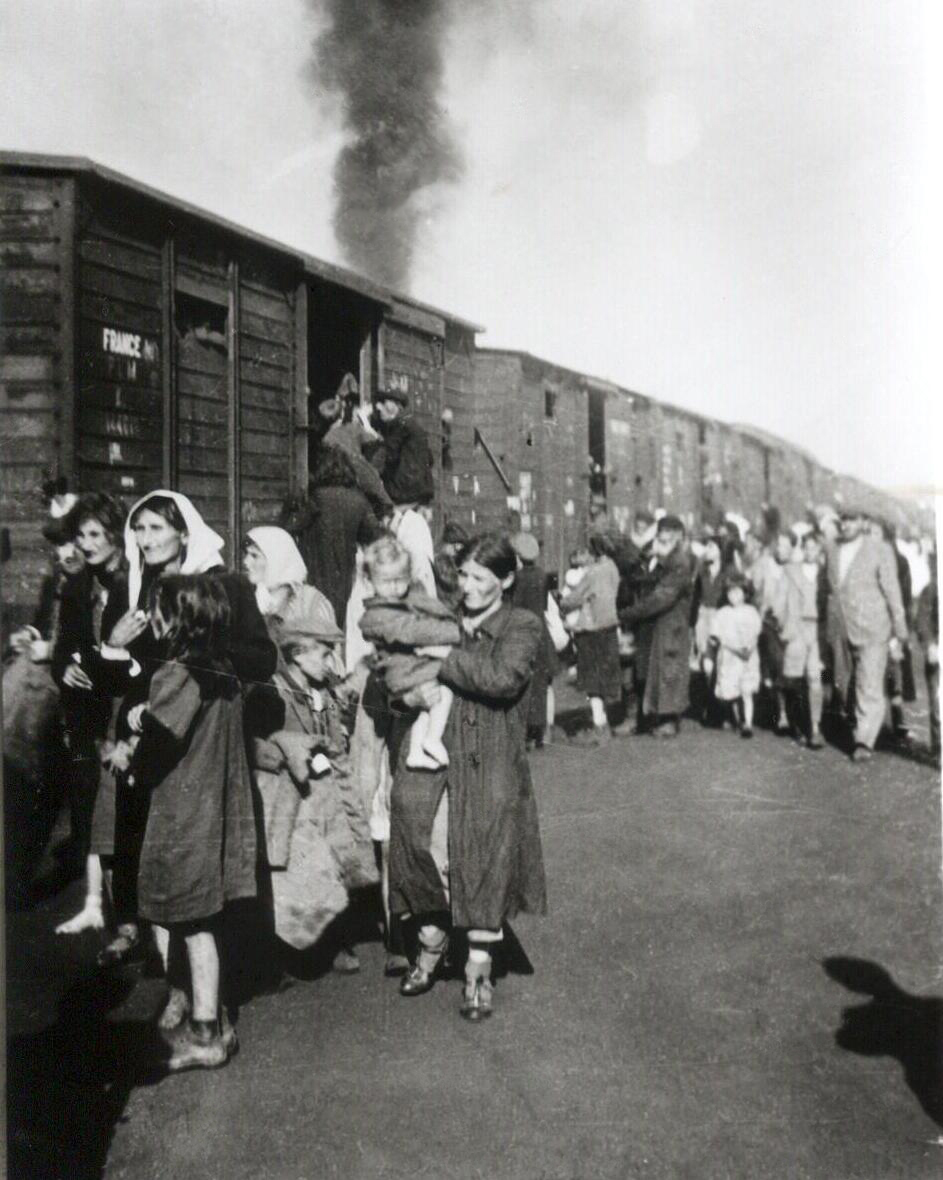
تبعید ۱۰,۰۰۰ یهودی لهستانی به تربلینکا در جریان تخلیه گتوی شدلتسه که از ۲۳ اوت ۱۹۴۲ آغاز شد.

راه‌آهن لهستان بسیار سنگین مورد استفاده قرار می‌گرفت. به طور متوسط ۴۲۰ قطار نظامی آلمانی هر ۲۴ ساعت علاوه بر ترافیک داخلی که قبلاً در سال ۱۹۴۱ وجود داشت، عبور می‌کردند. عبور قطارهای هولوکاست به مقصدشان به طور معمول با تأخیر همراه بود؛ برخی از انتقال‌ها چندین روز طول می‌کشید تا به مقصد برسند. صدها زندانی در مسیر رسیدن به اردوگاه در واگن‌های بیش از حد شلوغ، از خستگی، خفگی و تشنگی جان باختند. در موارد حاد، مانند انتقال  ۶,۰۰۰ یهودی از بیاوا پودلاسکا که تنها ۱۲۵ کیلومتر مسافت را طی می‌کردند، تا ۹۰ درصد افراد هنگام باز شدن درهای مهر و موم شده قبلاً مرده بودند. از سپتامبر ۱۹۴۲ به بعد، یهودیان لهستانی و خارجی با یک اعلان شفاهی کوتاه مواجه می‌شدند. به تبعیدشدگان گفته می‌شد که آنها به یک نقطه عبور در مسیر اوکراین رسیده‌اند و نیاز دارند قبل از دریافت یونیفرم‌های کار و دستورهای جدید، دوش بگیرند و لباس‌هایشان ضدعفونی شود.

### یهودیان خارجی و کولی‌ها
تربلینکا بین اکتبر ۱۹۴۲ و مارس ۱۹۴۳ حدود ۲۰,۰۰۰ یهودی خارجی را دریافت کرد، از جمله ۸,۰۰۰ نفر از محافظت‌شده آلمانی  و بیش از ۱۱,۰۰۰ نفر از اشغال بلغارستان پس از توافق با دولت متحد نازی بلغارستان. آنها بلیط قطار داشتند و عمدتاً در واگن‌های مسافری با چمدان، غذاها و نوشیدنی‌های سفر وارد می‌شدند، که همه توسط اس‌اس به انبارهای ذخیره غذا برده می‌شد. این مواد شامل اقلامی مانند گوسفند دودی، نان‌های تخصصی، شراب، پنیر، میوه، چای، قهوه و شیرینی بود. برخلاف یهودیان لهستانی که با قطارهای هولوکاست از گتوهای نزدیک در شهرهایی مانند ورشو، رادوم و منطقه بیاویستوک می‌آمدند، یهودیان خارجی هنگام ورود از یک مرد اس‌اس (یا اتو اشتادی یا ویلی متزیگ) استقبال گرمی دریافت می‌کردند، که پس از آن مانند دیگران به قتل می‌رسیدند. 
تربلینکا عمدتاً برای قتل یهودیان لهستانی استفاده می‌شد، بلزک برای قتل یهودیان اتریش و سودتنلند استفاده می‌شد، و سوبیبور برای قتل یهودیان فرانسه و هلند استفاده می‌شد. آشویتس-بیرکناو برای قتل یهودیان تقریباً هر کشور دیگر اروپا استفاده می‌شد.
تعداد قطارهای ورودی در زمستان کاهش می‌یافت.
قربانیان توسط «کماندو بلاو»، یکی از گروه‌های کاری یهودی که مجبور به کمک به آلمانی‌ها در اردوگاه بودند، از واگن‌ها به سکو کشیده می‌شدند. آنها در میان هرج و مرج و فریاد از دروازه عبور داده می‌شدند. پشت دروازه بر اساس جنسیت جدا می‌شدند؛ زنان به سمت چپ به سرپناه‌های لخت شدن و آرایشگاه هدایت می‌شدند و مردان به سمت راست فرستاده می‌شدند. به همه دستور داده می‌شد بند کفش‌هایشان را به هم گره بزنند و لخت شوند. برخی حوله‌های خود را نگه می‌داشتند. یهودیانی که مقاومت می‌کردند به «Lazarett»، که «درمانگاه صلیب سرخ» نیز نامیده می‌شد، برده و در پشت آن تیرباران می‌شدند. موهای زنان کوتاه می‌شد؛ بنابراین آماده کردن آنها برای اتاق‌های گاز بیشتر از مردان طول می‌کشید. از مو در تولید جوراب برای خدمه زیردریایی‌ها و کفش‌های نمدی برای راه‌آهن رایش آلمان استفاده می‌شد.
بیشتر افرادی که در تربلینکا به قتل رسیدند یهودی بودند، اما حدود ۲۰۰۰ نفر از مردم کولی‌ نیز در آنجا به قتل رسیدند. مانند یهودیان، کولی‌ها نیز ابتدا جمع‌آوری و به گتوها فرستاده شدند. در کنفرانسی در ۳۰ ژانویه ۱۹۴۰ تصمیم گرفته شد که تمام ۳۰۰۰۰ رومانیایی ساکن در خاک اصلی آلمان به سرزمین‌های سابق لهستان تبعید شوند. بیشتر این افراد به گتوهای یهودی در فرمانداری کل، مانند گتوهای ورشو و ووچ، فرستاده شدند. همانند یهودیان، اکثر کولی‌هایی که به تربلینکا رفتند در اتاق‌های گاز به قتل رسیدند، اگرچه برخی نیز تیرباران شدند. اکثر یهودیان ساکن در گتوها به اردوگاه های مرگ بلزک، سوبیبور یا تربلینکا برای کشته شدن فرستاده شدند؛ بیشتر کولی‌های ساکن در گتوها در همان محل تیرباران شدند. هیچ فرد کولی فراری یا بازمانده‌ای از تربلینکا شناخته نشده است.

### اتاق‌های گاز
اتاق‌های گاز کاملاً توسط یک حصار چوبی بلند محصور شده بودند. در اصل، آنها از سه سربازخانه به هم متصل به طول ۸ متر و عرض ۴ متر تشکیل شده بودند که به عنوان دوش استتار شده بودند. آنها دیوارهای دوجداره داشتند که با خاک فشرده شده بین آنها عایق‌بندی شده بود. دیوارها و سقف‌های داخلی با کاغذ سقفی پوشانده شده بودند. کف‌ ها با ورق فلزی قلع‌ اندود پوشیده شده بود، همان ماده‌ای که برای سقف استفاده می‌شد. درهای چوبی محکم با لاستیک عایق‌بندی شده و از بیرون با میله‌های عرضی سنگین قفل می‌شدند.
پس از لخت شدن، یهودیان تازه وارد با شلاق به سمت اتاق‌های گاز رانده می‌شدند؛ با مردان مردد به ویژه به طور وحشیانه‌ای رفتار می‌شد. رودولف هوس، فرمانده آشویتس، روش تربلینکا در فریب دادن قربانیان درباره دوش‌ها را با روش اردوگاه خود که به آنها می‌گفتند باید از فرآیند «شپش‌ زدایی» عبور کنند، مقایسه کرد. طبق بینات پس از جنگ برخی از افسران اس‌اس، مردان همیشه اول گاز داده می‌شدند، در حالی که زنان و کودکان بیرون از اتاق‌های گاز منتظر نوبت خود می‌ماندند. در طی این مدت، زنان و کودکان می‌توانستند صدای رنج از داخل اتاق‌ها را بشنوند و از آنچه در انتظارشان بود آگاه می‌شدند، که باعث وحشت، پریشانی و حتی دفع غیرارادی می‌شد.
بسیاری از بازماندگان اردوگاه تربلینکا گواهی دادند که افسری معروف به «ایوان مخوف» مسئول اداره اتاق‌های گاز در سال‌های ۱۹۴۲ و ۱۹۴۳ بود. در حالی که یهودیان بیرون از اتاق‌های گاز منتظر سرنوشت خود بودند، ایوان مخوف ظاهراً بسیاری از آنها را شکنجه، کتک و قتل می‌کرد. بازماندگان شاهد بودند که ایوان سر قربانیان را با لوله می‌شکست، قربانیان را با شمشیر یا سرنیزه می‌برید، دماغ و گوش‌ها را می‌برید و چشم‌ها را از حدقه در می‌آورد. یک بازمانده گواهی داد که ایوان نوزادی را با کوبیدن به دیوار به قتل رساند؛ دیگری ادعا کرد که او به یک دختر جوان تجاوز کرد و سپس شکمش را پاره کرد و اجازه داد تا خونریزی کند و بمیرد.
بنا به گفته فرمانده تربلینکای ۱ اشتانگل، یک قطار حامل حدود ۳۰۰۰ نفر را می‌شد در عرض سه ساعت «پردازش» کرد. در یک روز کاری ۱۴ ساعته، ۱۲۰۰۰ تا ۱۵۰۰۰ نفر به قتل می‌رسیدند. پس از ساخت اتاق‌های گاز جدید، مدت زمان فرآیند کشتار به یک ساعت و نیم کاهش یافت. قربانیان از طریق گاز، با استفاده از دود اگزوز هدایت شده از طریق لوله‌ها از موتور یک تانک ارتش سرخ به قتل می‌رسیدند. اس‌اس-شارفورر اریش فوکس مسئول نصب آن بود. موتور توسط اس‌اس در زمان ساخت اردوگاه آورده شده و در اتاقی با یک ژنراتور که برق اردوگاه را تأمین می‌کرد، نگهداری می‌شد. لوله اگزوز موتور تانک درست زیر زمین می‌گذشت و به هر سه اتاق گاز باز می‌شد. می‌شد دید که دود از آن نشت می‌کند. پس از حدود ۲۰ دقیقه، اجساد توسط ده‌ها نفر از زندانیان زوندرکماندو برداشته، روی گاری‌ها گذاشته و با چرخ‌ها دور می‌کردند. این سیستم ناقص بود و نیاز به تلاش زیادی داشت؛ قطارهایی که دیرتر در روز می‌رسیدند مجبور بودند شب را در ریل‌های توقف در تربلینکا، مالکینیا، یا وولکا اوکرونگلیک منتظر بمانند.
بین ماه‌های اوت و سپتامبر ۱۹۴۲، یک ساختمان بزرگ جدید با پی بتنی از آجر و ملات تحت نظارت اروین لامبرت ساخته شد، کسی که بر ساخت اتاق‌های گاز برای برنامه اتانازی اجباری عملیات تی۴ نظارت کرده بود. این ساختمان شامل ۸ تا ۱۰ اتاق گاز بود، هر کدام به ابعاد ۸ در ۴ متر، و یک راهرو در مرکز داشت. اشتانگل بر ساخت آن نظارت داشت. در طول این مدت، قربانیان همچنان روزانه می‌رسیدند و برهنه از کنار محل ساخت به اتاق‌های گاز اصلی هدایت می‌شدند. اتاق‌های گاز جدید پس از پنج هفته ساخت عملیاتی شدند، مجهز به دو موتور تولید کننده دود به جای یکی. درهای فلزی دریچه‌هایی داشتند که از طریق آن‌ها می‌شد اجساد را قبل از خارج کردن مشاهده کرد. اشتانگل گفت که اتاق‌های گاز قدیمی قادر به کشتن ۳۰۰۰ نفر در سه ساعت بودند. اتاق‌های جدید بالاترین ظرفیت ممکن را در بین تمام اتاق‌های گاز در سه اردوگاه مرگ راینهارد داشتند و می‌توانستند تا ۲۲۰۰۰ یا ۲۵۰۰۰ نفر را در هر روز به قتل برسانند، واقعیتی که گلوبوچنیک یک بار به کورت گرشتاین، یک افسر اس‌اس همکار از خدمات ضدعفونی، با افتخار گفته بود. اتاق‌های گاز جدید به ندرت با تمام ظرفیت خود استفاده می‌شدند؛ ۱۲۰۰۰ تا ۱۵۰۰۰ قربانی میانگین روزانه باقی ماند.
فرآیند کشتار در تربلینکا به طور قابل توجهی با روش مورد استفاده در آشویتس و مایدانک، که در آن‌ها از گاز سمی سیکلون ب (سیانید هیدروژن) استفاده می‌شد، متفاوت بود. در تربلینکا، سوبیبور و بلزک، قربانیان از طریق خفگی و مسمومیت با مونوکسید کربن ناشی از اگزوز موتور در اتاق‌های گاز ثابت به قتل می‌رسیدند. در خلمنو، آن‌ها در دو کامیون مخصوص و مهندسی شده حمل می‌شدند که با سرعتی علمی محاسبه شده رانده می‌شدند تا یهودیان را در طول سفر به قتل برسانند، به جای اینکه رانندگان و نگهبانان مجبور شوند آن‌ها را در مقصد به قتل برسانند. رودولف هوس، فرمانده آشویتس، پس از بازدید از تربلینکا در یک تور هدایت شده، نتیجه گرفت که استفاده از گاز اگزوز نسبت به سیانید مورد استفاده در اردوگاه نابودی او پست‌تر است. اتاق‌ها پس از ۱۲ دقیقه ساکت می‌شدند و برای ۲۰ دقیقه یا کمتر بسته می‌ماندند.
طبق گفته یانکیل ویرنیک، که از شورش زندانیان در سال ۱۹۴۳ جان سالم به در برد و فرار کرد، هنگامی که درهای اتاق‌های گاز باز می‌شدند، اجساد قربانیان به جای دراز کشیدن، ایستاده و زانو زده بودند، به دلیل ازدحام شدید. مادران مرده اجساد فرزندانشان را در آغوش گرفته بودند. زندانیانی که بعداً در زوندرکماندوها کار می‌کردند گواهی دادند که مردگان اغلب هنگام خارج شدن از اتاق‌ها آخرین نفس خود را بیرون می‌دادند. برخی از قربانیان در هنگام دفع اجساد علائم حیات نشان می‌دادند، اما نگهبانان به طور معمول از واکنش نشان دادن خودداری می‌کردند.

### خندقهای سوزاندن اجساد

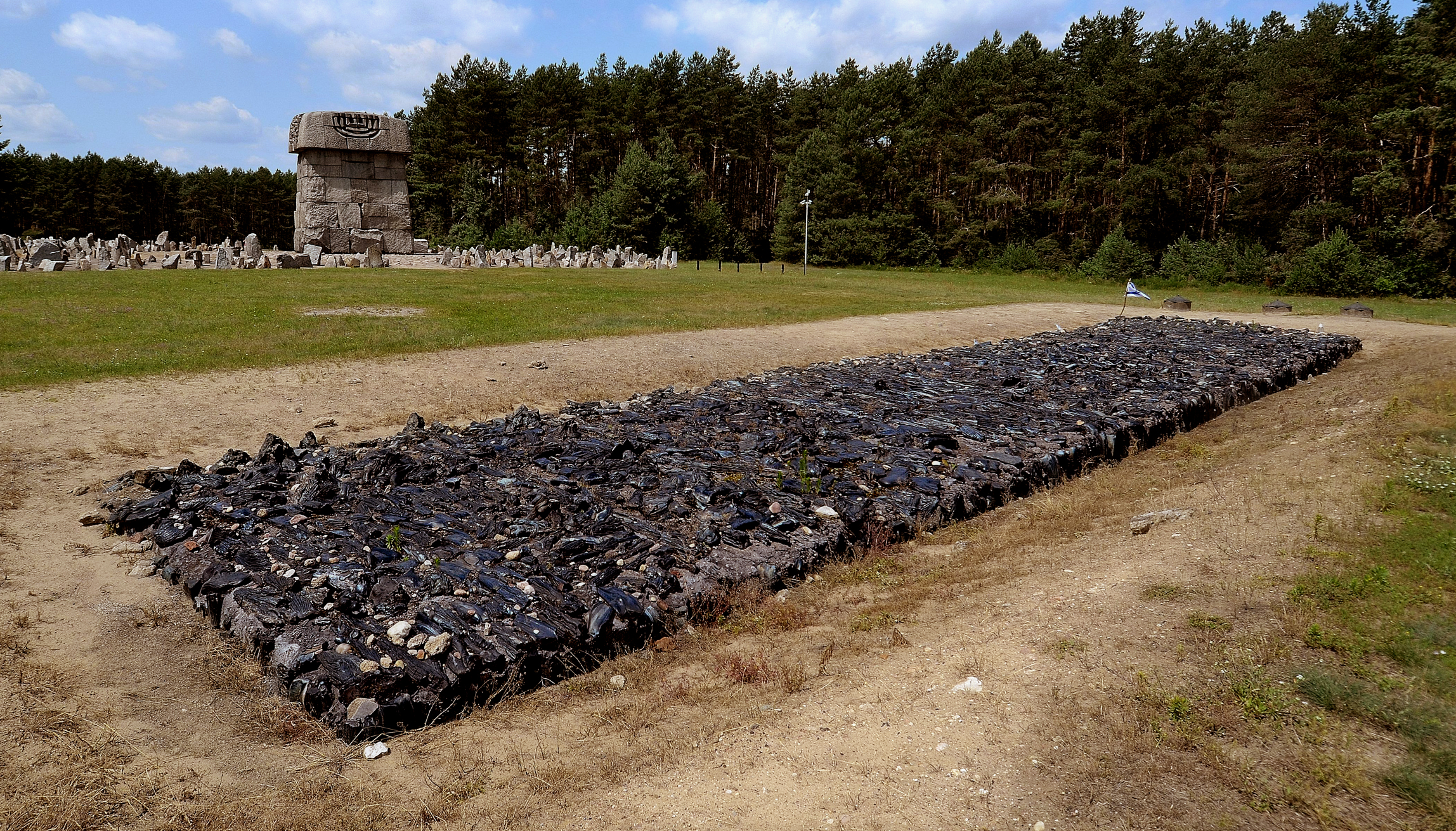
یادبود سنگی که شبیه یکی از خندقهای اصلی سوزاندن اجساد است که در آن‌ها اجساد سوزانده می‌شدند.

آلمانی‌ها در آوریل ۱۹۴۳ پس از کشف گورهای قربانیان لهستانی کشتار کاتین ۱۹۴۰ که توسط شوروی‌ها انجام شده بود، از خطر سیاسی مرتبط با دفن دسته‌جمعی اجساد آگاه شدند. اجساد ۱۰۰۰۰ افسر لهستانی که توسط  NKVD اعدام شده بودند، علی‌رغم دفن طولانی‌مدت، به خوبی حفظ شده بودند. رهبری نازی، نگران از پنهان کردن جنایات خود، دستورات محرمانه‌ای برای نبش قبر اجساد دفن شده در اردوگاه‌های مرگ و سوزاندن آن‌ها صادر کرد. سوزاندن اجساد کمی پس از بازدید هیملر از اردوگاه در اواخر فوریه یا اوایل مارس ۱۹۴۳ آغاز شد.
برای سوزاندن اجساد، خندقهای بزرگ سوزاندن در اردوگاه ۳ در داخل تربلینکای ۲ ساخته شد. این خندقها که تحت دستورهای هربرت فلوس، متخصص سوزاندن اردوگاه، ساخته شده بودند، از ریل‌های راه‌آهن که به عنوان شبکه روی بلوک‌های بتنی قرار گرفته بودند، تشکیل شده بودند. اجساد روی ریل‌ها روی چوب قرار داده می‌شدند، با بنزین آغشته می‌شدند و سوزانده می‌شدند. به گفته یانکیل ویرنیک، این منظره‌ای دلخراش بود، با شکم زنان باردار که از مایع آمنیوتیک جوشان منفجر می‌شد. او نوشت که «"گرمای تابش شده از خندقها دیوانه‌کننده بود».
اجساد به مدت پنج ساعت می‌سوختند، بدون اینکه استخوان‌ها به خاکستر تبدیل شوند. تل‌های آتش ۲۴ ساعت شبانه‌روز فعال بودند. پس از اینکه سیستم کامل شد، ۱۰۰۰۰ تا ۱۲۰۰۰ جسد می‌توانست همزمان سوزانده شود.

## قیام زندانیان تربلینکا
در اوایل سال ۱۹۴۳، یک سازمان مقاومت زیرزمینی یهودی در تربلینکا با هدف به دست گرفتن کنترل اردوگاه و فرار به سوی آزادی تشکیل شد. قیام برنامه‌ریزی شده با یک دوره طولانی آمادگی‌های مخفیانه همراه بود.
این قیام در روز گرم تابستانی ۲ اوت ۱۹۴۳ (دوشنبه، یک روز عادی استراحت از گاز دادن) آغاز شد، زمانی که گروهی از آلمانی‌ها و ۴۰ اوکراینی برای شنا به رودخانه باگ رفتند. توطئه‌گران به آرامی در زرادخانه نزدیک ریل قطار را با کلیدی که قبلاً تکثیر شده بود، باز کردند. آنها ۲۰ تا ۲۵ تفنگ، ۲۰ نارنجک دستی و چندین تپانچه دزدیده و آنها را با گاری به گروه کار شن و ماسه تحویل دادند. در ساعت ۳:۴۵ بعد از ظهر، ۷۰۰ یهودی قیام را آغاز کردند که ۳۰ دقیقه طول کشید. آنها ساختمان‌ها را به آتش کشیدند، یک مخزن بنزین را منفجر کردند و ساختارهای اطراف را به آتش کشیدند. گروهی از یهودیان مسلح به دروازه اصلی حمله کردند و دیگران تلاش کردند از حصار بالا بروند. آتش مسلسل از حدود ۲۵ آلمانی و ۶۰ اوکراینی تراونیکی منجر به کشتار تقریباً کامل شد.

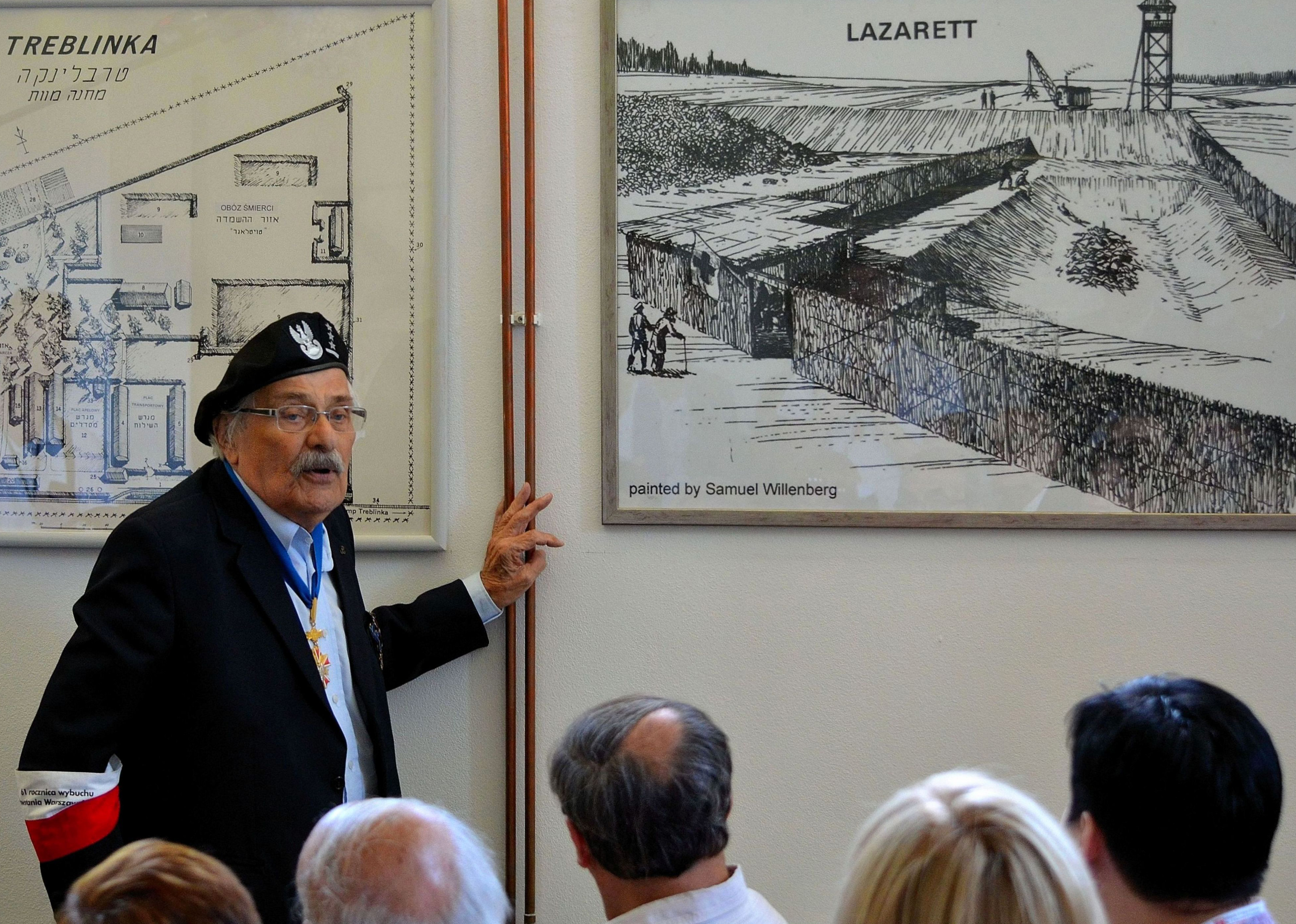
بازمانده ساموئل ویلنبرگ در حال ارائه نقاشی‌های خود از تربلینکای ۲ در موزه مبارزه و شهادت در محل اردوگاه. در سمت راست، ایستگاه کشتار «Lazarett».

حدود ۲۰۰ یهودی از اردوگاه فرار کردند. نیمی از آنها پس از تعقیب با ماشین و اسب کشته شدند. یهودیان سیم‌های تلفن را قطع نکردند و اشتانگل صدها نیروی تقویتی آلمانی را فراخواند که از چهار شهر مختلف رسیدند و در مسیر ایست‌های بازرسی برپا کردند. از میان کسانی که موفق به عبور شدند، حدود ۷۰ نفر تا پایان جنگ زنده ماندند، از جمله نویسندگان آینده خاطرات منتشر شده تربلینکا: ریچارد گلازار، چیل رایخمن، یانکیل ویرنیک و ساموئل ویلنبرگ. 
پس از قیام، اشتانگل با رئیس عملیات راینهارد، اودیلو گلوبوکنیک، و بازرس کریستیان ویرت در لوبلین ملاقات کرد و تصمیم گرفت گزارشی تهیه نکند، زیرا هیچ آلمانی بومی در سرکوب قیام کشته نشده بود. اشتانگل می‌خواست اردوگاه را بازسازی کند، اما گلوبوکنیک به او گفت که به زودی تعطیل خواهد شد و اشتانگل به تریسته منتقل خواهد شد تا به مبارزه با پارتیزان‌ها در آنجا کمک کند. فرماندهی عالی نازی ممکن است احساس کرده باشد که اشتانگل، گلوبوچنیک، ویرث و دیگر پرسنل راینهارد بیش از حد می‌دانند و می‌خواستند با فرستادن آنها به جبهه، از شر آنها خلاص شوند. با کشته شدن تقریباً تمام یهودیان از گتوهای آلمانی (تاسیس شده در لهستان)، بازسازی تاسیسات چندان معنی نداشت. آشویتس ظرفیت کافی برای برآورده کردن نیازهای باقیمانده نابودسازی نازی‌ها را داشت، که تربلینکا را زائد می‌کرد.

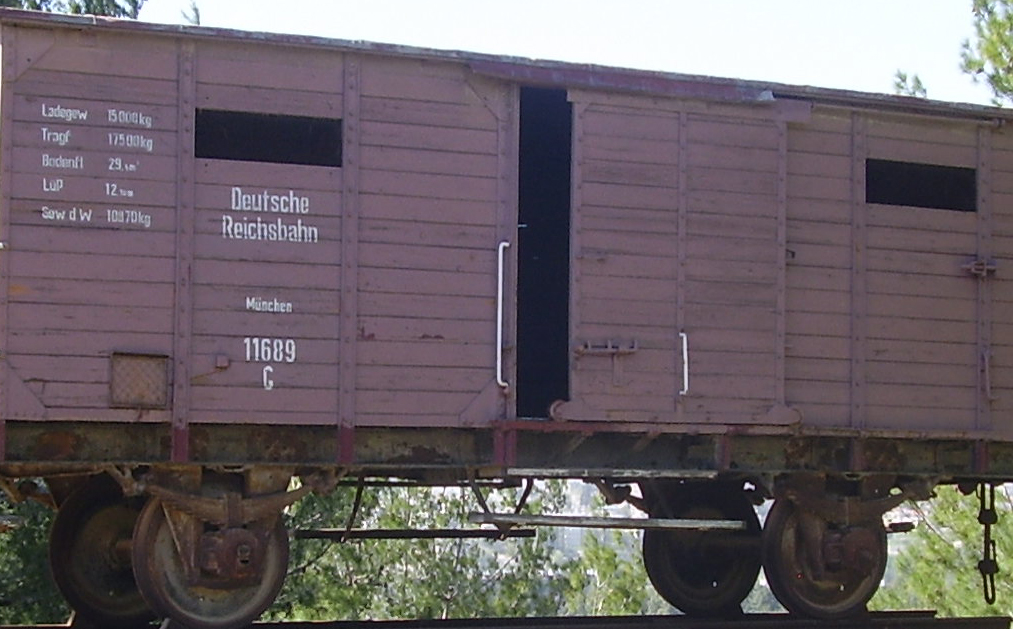
واگن «Güterwagen» در هولوکاست که به طور متوسط ۱۰۰ قربانی را حمل می‌کرد.

فرمانده جدید اردوگاه، کورت فرانتس، که قبلاً معاون فرمانده بود، در ماه اوت مسئولیت را به عهده گرفت. پس از جنگ، او گواهی داد که گاز دادن تا آن زمان متوقف شده بود. در واقعیت، علی‌رغم خسارت گسترده به اردوگاه، اتاق‌های گاز دست نخورده بودند و قتل یهودیان لهستانی ادامه داشت. سرعت کاهش یافته بود و فقط ده واگن در هر بار روی سکو رانده می‌شدند، در حالی که بقیه باید منتظر می‌ماندند. آخرین دو حمل و نقل ریلی یهودیان برای گاز دادن از گتو بیاویستوک در ۱۸ و ۱۹ اوت ۱۹۴۳ به اردوگاه آورده شدند. بر اساس مشاهده قطارهای هولوکاست که از روستای تربلینکا عبور می‌کردند، این حمل و نقل‌ها شامل ۷۶ واگن (۳۷ واگن در روز اول و ۳۹ واگن در روز دوم) بودند. ۳۹ واگنی که در ۱۹ اوت ۱۹۴۳ به تربلینکا رسیدند، حداقل ۷،۶۰۰ بازمانده قیام گتو بیاویستوک را حمل می‌کردند.
در ۱۹ اکتبر ۱۹۴۳، عملیات راینهارد با نامه‌ای از  اودیلو گلوبوکنیک خاتمه یافت. روز بعد، یک گروه بزرگ از آربایتسکماندوهای یهودی که طی چند هفته گذشته روی برچیدن ساختارهای اردوگاه کار کرده بودند، سوار قطار شدند و از طریق شدلتسه و خه‌اوم، به اردوگاه مرگ سوبیبور منتقل شدند تا در ۲۰ اکتبر ۱۹۴۳ گاز داده شوند. فرانتس در نوامبر به دنبال گلوبوکنیک و اشتانگل به تریسته رفت. عملیات پاکسازی در طول زمستان ادامه یافت. به عنوان بخشی از این عملیات، یهودیان از گروه کاری باقی‌مانده، اتاق‌های گاز را آجر به آجر برچیدند و از آنها برای ساخت یک خانه مزرعه در محل نانوایی سابق اردوگاه استفاده کردند. گلوبوکنیک هدف آن را به عنوان یک پست نگهبانی مخفی برای یک مامور نازی-اوکراینی که قرار بود در پشت صحنه بماند، در نامه‌ای که در ۵ ژانویه ۱۹۴۴ از تریسته برای هیملر فرستاد، تایید کرد. به یک نگهبان هیوی به نام اسوالد اشتربل، یک فولکس‌دویچه (آلمانی قومی) اوکراینی، اجازه داده شد تا خانواده‌اش را از اوکراین بیاورد، گلوبوچنیک نوشت که این «به دلایل نظارتی» بود؛ اشتربل قبلاً به عنوان نگهبان در تربلینکا ۲ کار کرده بود. به او دستور داده شد به بازدیدکنندگان بگوید که دهه‌هاست در آنجا کشاورزی می‌کند، اما لهستانی‌های محلی کاملاً از وجود اردوگاه آگاه بودند.

## قربانیان

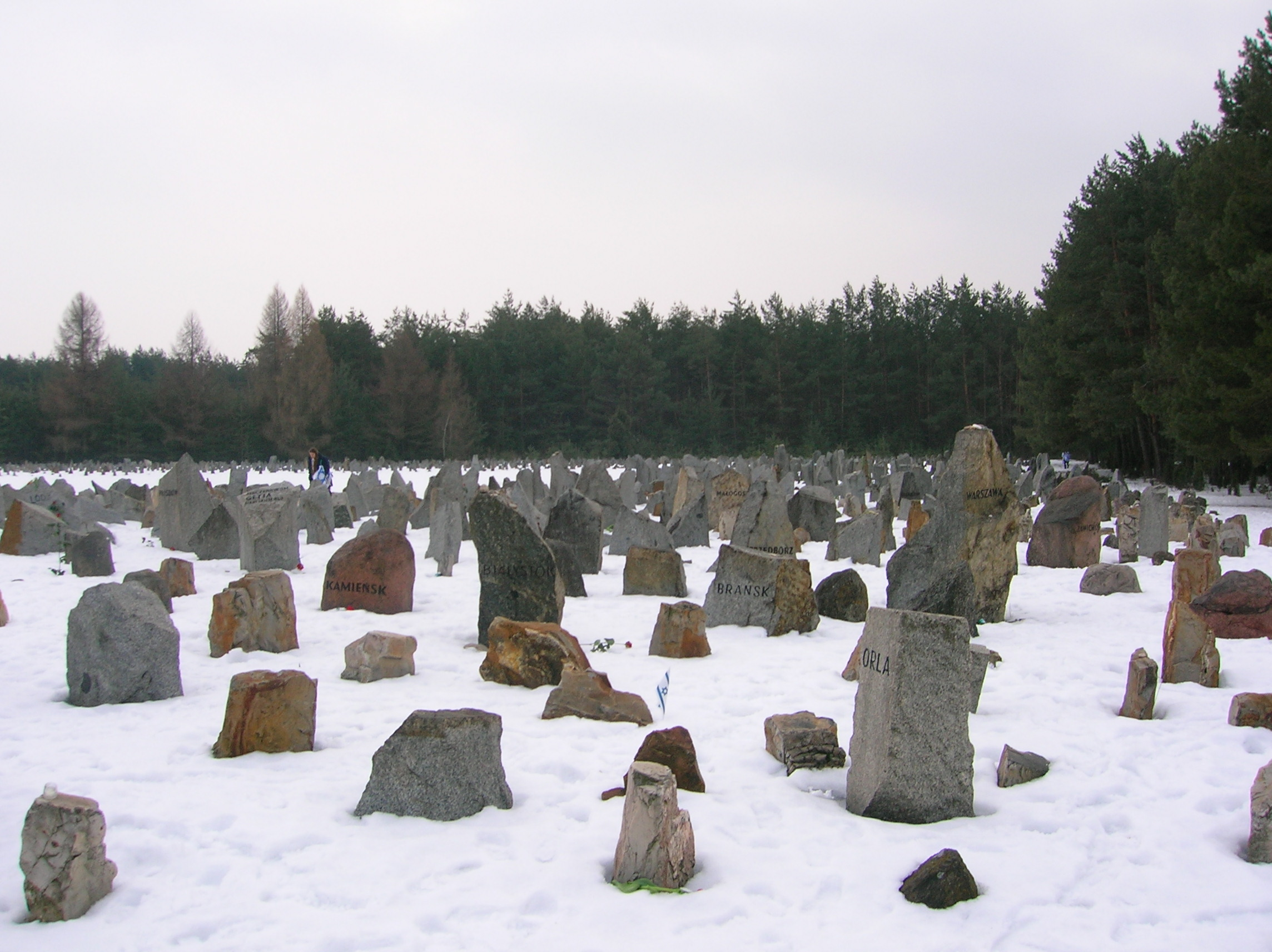
یادمان کشته شدگان تربلینکا

بسیاری از تخمین‌ها در مورد تعداد کل افرادی که در تربلینکا به قتل رسیده‌اند وجود دارد؛ اکثر تخمین‌های علمی بین ۷۰۰,۰۰۰ تا ۹۰۰,۰۰۰ نفر را نشان می‌دهند، به این معنی که تعداد بیشتری از یهودیان در تربلینکا نسبت به هر اردوگاه نابودی نازی دیگر به جز آشویتس به قتل رسیده‌اند. 
موزه تربلینکا در لهستان اعلام کرده است که حداقل ۸۰۰,۰۰۰ نفر در تربلینکا به قتل رسیده‌اند؛ موزه هولوکاست اسرائیل، ید وشم، این تعداد را ۸۷۰,۰۰۰ نفر اعلام کرده است؛ و موزه یادبود هولوکاست ایالات متحده تعداد را بین ۸۷۰,۰۰۰ تا ۹۲۵,۰۰۰ نفر می‌داند.